# 兎山弓氏
兎山弓氏（トサングンし、토산궁씨）は、朝鮮の氏族の一つ。本貫は黄海北道兎山郡である。2015年調査では398人である。

## 起源
弓氏は中国に起源があり、兎山弓氏の始祖は、中国太原出身の弓欽である。弓欽は殷が滅びると箕子と共に朝鮮を征服して箕子朝鮮を建国した。

## 歴史
『兎山弓氏世譜』によると、世系が失伝している。兎山に定住した弓継信を、1世祖にして、貫郷を兎山に世系を続けてきたという。

## 人物
- 弓済：高麗粛宗時の右門監
- 弓元日：朝鮮高宗時の観察使
- 弓達楚
- 弓億魯
- 弓顕燮：旧韓末の独立運動家。
- 弓寅聖：独立運動家。号は晩翠。平安南道順川郡出身。義兵柳麟錫の指揮下で独立運動に参加し、3・1運動の後は、独立団平安南道支団長在任中に途中に逮捕されて15年間服役した。出獄後、中国に亡命して独立運動を行った[2]
- 弓善栄（朝鮮語版）：1993年ミスコリア。KAIST文化技術大学院、 成均館大学教授
- 弓錫雄：前北朝鮮外務部副相。
- クン・イン（1971年5月11日〜）：2017年、韓国基督教出版文化賞優秀賞。<リアクション>著者。ホーチミン地球村教会担任牧師

## 世居地
- 平安南道价川市
- 平安南道順川市[3]

## 人口
- 1985年には127世帯、480人
- 2000年には183世帯、555人
- 2015年には398人[1]